# La Horde du corbeau
La Horde du corbeau est la vingt-deuxième histoire de la série Johan et Pirlouit d'Alain Maury et Yvan Delporte. Elle est publiée pour la première fois sous forme d'album en 1994. C'est le premier album sorti après la mort de Peyo, créateur de la série.

## Résumé
Tout va mal : Le roi est attaqué par les barbares, un méchant veut prendre son pouvoir et la baronnie de Fafluth, Pirlouit est prisonnier et les barbares attaquent aussi le cousin du roi. Et Johan qui reste éloigné...